# Elin Pelin (město)
Elin Pelin (bulharsky Елин Пелин) je město ležící ve středním Bulharsku, v Sofijské kotlině, 24 km východně od Sofie. Je správním střediskem stejnojmenné obštiny a má zhruba 7 tisíc obyvatel.

## Historie
První písemné zmínky o sídle pocházejí z 15. století a je v nich uváděno jako Nuvosel. V polovině 19. století se nazývalo Novoselci a byla to jedna z největších dědin na východě Sofijské kotliny. V roce 1846 byla dokončena stavba kostela sv. Mikuláše. Ves byla osvobozena během rusko-turecké války a stala se součástí Bulharského knížectví a nedlouho po tom správním střediskem nejbližšího okolí.
Díky tomu, že nedaleko odtud byla vybudována železniční trat do Cařihradu, začal se zde po jejím zprovoznění rozvíjet průmysl. Přímo u nádraží vznikla současná stejnojmenná vesnice. Na konci 19. století zde byla zřízena škola a knihovna. V roce 1950 byla dědina přejmenována na Elin Pelin po nedávno zemřelém spisovateli, který se narodil v nedaleké vsi Bajlovo. Městem je od roku 1960. Hovorově je nazýváno Pelino.

## Obyvatelstvo
Ve městě žije 7 291 stálých obyvatel a je zde trvale hlášeno 6 322 obyvatel. Podle sčítání 1. února 2011 bylo národnostní složení následující:
- Bulhaři: 6 190 (97.1 %)
- Romové: 123 (1.9 %)
- Turci: 16 (0.3 %)
- ostatní: 47 (0.7 %)